# Jeong Ji-hye
Jeong Ji-hye (koreanisch 정지혜; * 14. September 1998) ist eine südkoreanische Leichtathletin, die sich auf den Diskuswurf spezialisiert hat.

## Sportliche Laufbahn
Erste internationale Erfahrungen sammelte Jeong Ji-hye im Jahr 2015, als sie bei den erstmals ausgetragenen Jugendasienmeisterschafte in Doha mit einer Weite von 46,42 m den sechsten Platz im Speerwurf belegte. Im Jahr darauf gelangte sie bei den Juniorenasienmeisterschaften in der Ho-Chi-Minh-Stadt mit einer Weite von 47,33 m auf den siebten Platz. Anschließend schied sie bei den U20-Weltmeisterschaften in Bydgoszcz mit 42,11 m in der Qualifikationsrunde aus. 2019 verpasste sie bei der Sommer-Universiade in Neapel mit 51,01 m den Finaleinzug im Diskuswurf und 2023 gelangte sie bei den World University Games in Chengdu mit 53,44 m auf Rang neun. Anschließend belegte sie bei den Asienspielen in Chengdu mit 53,55 m den sechsten Platz.
In den Jahren 2019 und von 2021 bis 2023 wurde Jeong südkoreanische Meisterin im Diskuswurf.